# Parc Nacional de Nouabalé-Ndoki
El Parc Nacional Nouabal-Ndoki és un parc nacional de la República del Congo. Està inscrit a la llista del Patrimoni de la Humanitat de la UNESCO des del 1993, amb el nom de Trinacional de la Sangha conjuntament amb el Parc Nacional de Lobéké al Camerun, i el Parc Nacional Dzanga-Ndoki a la República Centreafricana.

## Parc
Fundat el 1993, al nord del Congo, que és majoritàriament poblat per elefants, i hominoïdeus que van des del goril·la de les planes occidental als ximpanzés i bongó. Són 3.921,61 km² de selva tropical verge sense ocupació humana en el seu interior i amb poca població en els pobles perifèrics. Els boscos tenen una rica biodiversitat de 300 espècies d'aus, més de 1.000 espècies de plantes i arbres que inclouen caobes en perill d'extinció.
En la conferència de Ministres de Boscos de la Comissió de Boscos de l'Àfrica central (COMIFAC), es va resoldre d'establir dins de la conca del Congo, la zona del riu Sangha, la Trinacional de la Sangha, amb una superfície total de 2.800.000 hectàrees que abasta la Reserva Especial de Dzanga Sangha (la segona àrea més gran al món) a la República Centreafricana, que incorpora en el seu àmbit el Parc Nacional de Nouabalé-Ndoki a la República del Congo (Brazzaville) i el Parc Nacional de Lobéké al Camerun. El concepte de crear parcs reservats sorgí en la dècada de 1980 amb la idea que els elefants salvatges que es movien lliurement en tota la regió dels tres parcs estiguessin protegits dels caçadors furtius i de la indústria de la fusta.
El Parc Nacional de Nouabalé-Ndoki, gestionat per la WCS Congo, en col·laboració amb el Ministeri de Silvicultura, és un dels cinc protocols signats entre aquests, i s'hi especifica la responsabilitat de cada soci del protocol per garantir la protecció de les àrees sota les normes internacionals definides.
Mbeli Bai és una àrea específica dins del parc on resideixen els goril·les i els visitants venen regularment a veure'ls.